# Futuro Inmediato
Futuro Inmediato es un álbum de estudio del cantautor cubano Santiago Feliú. Que fue lanzado en 1999.

## Lista de canciones
1. Noticiero
2. Seis menos cuarto
3. Balada
4. Mickey y Mallory
5. Generación
6. Rock and rollito de Fulanito y Menganito
7. Ansias del alba
8. De la reencarnación y otras fotografías del amor
9. Bolero
10. La ilusión
11. Futuro inmediato

- Datos: Q5871970